# Wittelsbach-Graff

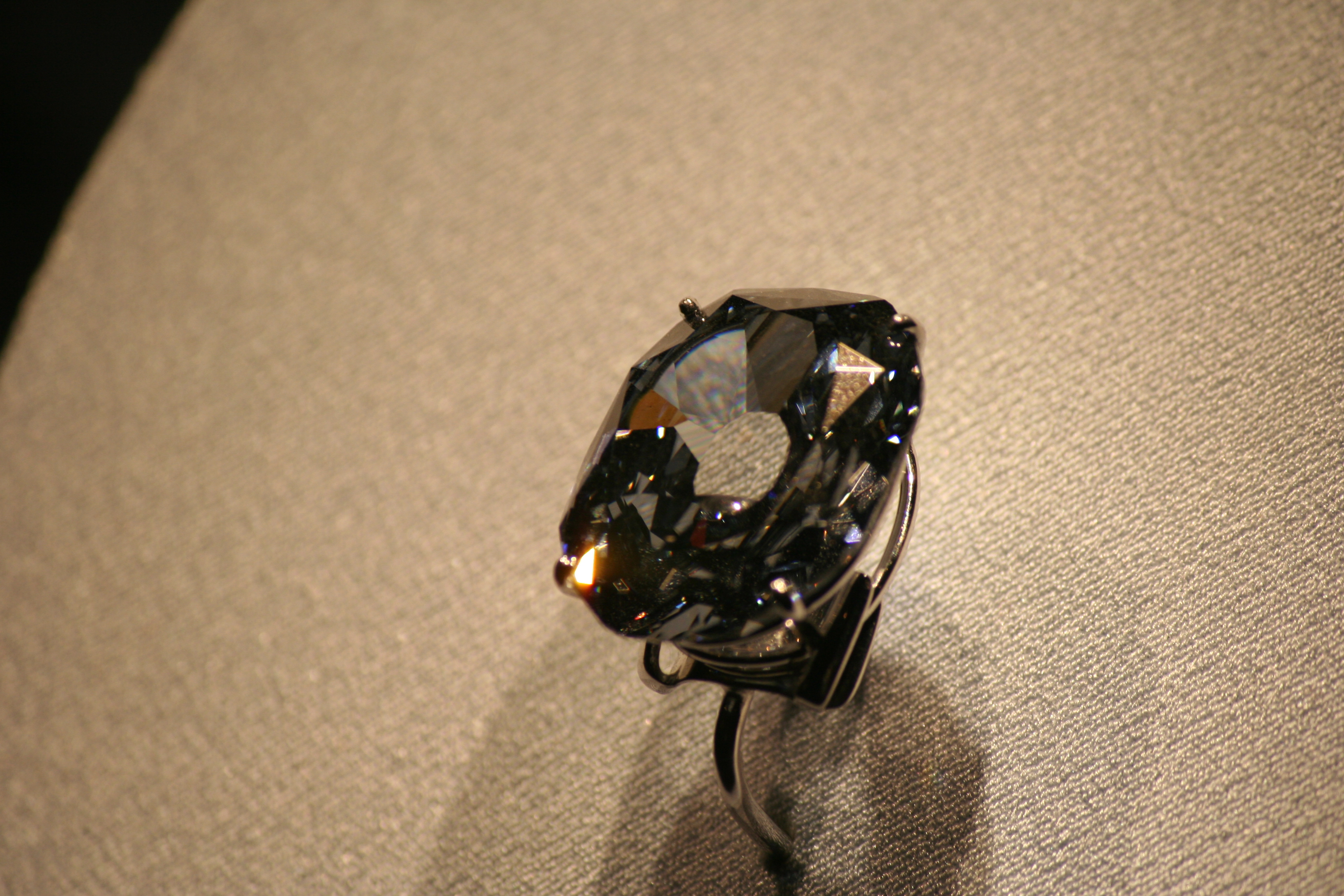

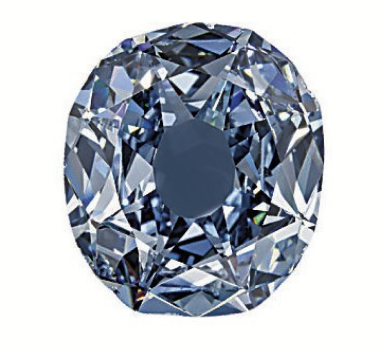
Wittelsbach-diamanten innan den slipades om av Graff.

Wittelsbach-diamanten är en stor naturblå typ IIb-diamant med en klarhet på VS2. Den vägde från början 35,56 carat (7,11 g). Den var en del av de österrikiska och fram till 1918 de bayerska kronjuvelerna.  2008 förvärvades den av den brittiska juveleraren och ädelstenshandlaren Laurence Graff, som fick den omslipad  2009 och den döptes om till The Wittelsbach-Graff Diamond. Idag väger den bara 31,06 carat (6,21 g). Förändringen har kritiserats av experter. 
Den anses vara den äldsta kända diamanten i världen. Den anses komma från området kring Golkonda i Indien.